# Моника Бертањоли
Моника Бертањоли (рођена 1959) је амерички хируршки онколог и бивша  17. директорка Националног института за здравље. Претходно је била 16. директорка Националног института за рак (НЦИ). Пре свог положаја у Влади, радила је у Бригам и женској болници и Институту за рак Дана-Фарбер и била је професор хирургије на Ричард Е. Вилсон медицинској школи која припада Харварду.
Залагала се за укључивање руралних заједница у клиничке студије и била је председавајућа Алијансе за клиничка испитивања у онкологији до њеног именовања да води НЦИ. Бертагноли је специјализована за лечење тумора гастроинтестиналних болести и саркома меких ткива.  Она је бивша председница Америчког друштва за клиничку онкологију и примљена је у Националну медицинску академију 2021. године.

## Биографија и каријера
Бертањолијева је одрасла на ранчу за стоку у Вајомингу. Њени родитељи су били прва генерација француских баскијских и италијанских имигранта. Стекла је БСЕ из биохемијског инжењерства на Универзитету Принстон. Студирала је медицину на Медицинском факултету Универзитета у Јути и завршила је хируршку резиденцију у Бригаму и Женској болници. Добила је сертификат одбора 1993. године.
Године 1994. Бертагноли је почела каријеру као помоћни хирург у Центру за превенцију рака Странг и као стални хирург у њујоршкој болници. Придружила се факултету Медицинске школе Харвард 1999. године и послата је на Институт за рак Дана-Фарбер 2000. године. Бертагноли је специјализована за лечење тумора гастроинтестиналних болести и стручњак је за лечење саркома меког ткива. Постала је шеф хируршке онкологије на Институту за рак Дана-Фарбер 2007. године и била је прва жена на таквој функцији. Бертагнолијева лабораторија у Центру за рак Дана-Фарбер/Харвард проучава улогу мутација аденоматозне полипозе коли (АПЦ) у колоректалној карциногенези кроз студије на животињама и клиничка испитивања на људима.
У мају 2023. председник Џо Бајден је номиновао Бертањолијеву за директора Националног института за здравље. Др. Бертањоли је потврдио Сенат Сједињених Држава 7. новембра 2023. Она је била друга жена директор НИХ-а. Поднела је оставку на крају мандата председника Бајдена.
За свој рад и допринос добила је више награда у области медицине.
Удата је и има два сина. Након рутинског мамографа, Бертањолијева је у новембру 2022. године добила дијагнозу рака дојке у раној фази.